# 이엠텍 스톰엑스
이엠텍 스톰엑스(emTek StormX)는 대한민국의 배틀그라운드 프로게임단이다.

## 연혁
- 2018년 9월 14일 : DPG aim 창단
- 2018년 10월 : DPG AGON으로 팀명 변경
- 2019년 5월 : DPG EVGA로 팀명 변경
- 2020년 1월 : emTek StormX로 팀명 및 운영 주체 변경

## 소속 선수
- 감독 : 정경모
- 코치 : 김지훈

| 이름   | 아이디    | 비고 |
| ------ | --------- | ---- |
| 변정환 | Sparrow   |      |
| 이성도 | DAEVA     |      |
| 이지수 | Stella    |      |
| 최승영 | JeffLocka | 주장 |

## 주요 성적
- 2018 KT 10기가 인터넷 펍지 코리아 리그 2018 하반기 10위
- 2019 GPL 펍지 시즌 1 우승
- 2019 GPL 펍지 시즌 2 우승
- 2019 핫식스 펍지 코리아 리그 페이즈 1 11위
- 2019 GPL 펍지 시즌 3 준우승
- 2019 핫식스 펍지 코리아 리그 페이즈 2 4위
- 2019 핫식스 펍지 코리아 리그 페이즈 3 16위
- 배틀그라운드 스매쉬컵 시즌 1 7위
- 배틀그라운드 스매쉬컵 시즌 2 8위
- 2020 서울컵 OGN 슈퍼매치 우승
- 2020 한일교류전 9위
- 배틀그라운드 스매쉬컵 시즌 3 5위
- 2021 펍지 위클리 시리즈: 동아시아 프리시즌 8위
- 2021 펍지 위클리 시리즈: 동아시아 페이즈 1 6위
- 배틀그라운드 스매쉬컵 시즌 4 12위
- 펍지 콘티넨탈 시리즈 4(아시아) 14위
- 2021 펍지 위클리 시리즈: 동아시아 페이즈 2 10위
- 배틀그라운드 스매쉬컵 시즌 5 10위
- 2021 아프리카TV 펍지 리그 폴 시즌 14위
- 2021 한일교류전 4위
- 2021 아프리카TV 펍지 리그 윈터 시즌 6위
- 후야 스탠스 컵 시즌 2 9위
- 배틀그라운드 스매쉬컵 시즌 6 8위
- 2022 펍지 위클리 시리즈: 동아시아 페이즈 1 11위

## 같이 보기
- 배틀그라운드
- 펍지 위클리 시리즈: 동아시아